# 波良卡
50°15′24″N 27°41′12″E / 50.25667°N 27.68667°E

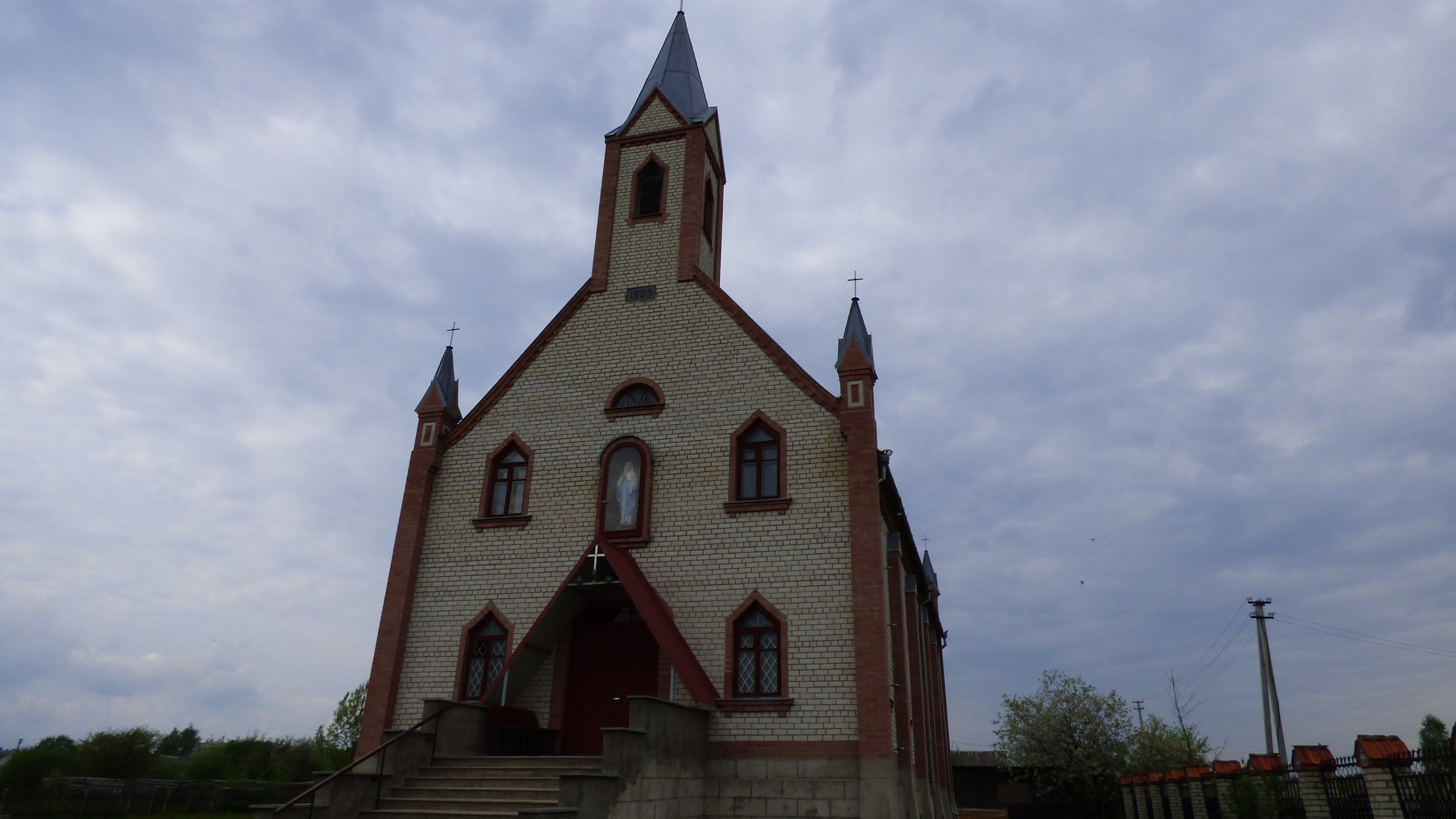
教堂

波良卡（烏克蘭語：Полянка），是烏克蘭北部日托米爾州茲維亞赫爾區巴拉尼夫卡市镇内的市級鎮。處於巴拉尼夫卡以南3公里，始建於1880年，面積3.3平方公里，海拔高度221米，2012年人口1,728，人口密度每平方公里525人。